# Mutt (película)
Mutt es una película dramática de 2023 dirigida, escrita y producida por Vuk Lungulov-Klotz en su debut como director.
La película tuvo su estreno mundial en el Festival de Cine de Sundance de 2023 el 23 de enero de 2023.

## Sinopsis
En un día, Feña, un hombre trans, reaviva tres viejas relaciones después de haber perdido el contacto desde su transición de género, con su padre extranjero, su exnovio heterosexual y su media hermana menor separada.

## Reparto
- Lío Mehiel como Feña, un hombre trans veinteañero
- Cole Doman como John, el exnovio heterosexual de Feña
- MiMi Ryder como Zoe, la media hermana menor separada de Feña
- Alejandro Goic como Pablo, el padre de Feña
- Sarah Herrman como Jenny, una joven que Feña conoce en un club nocturno y prima de John
- Jasai Chase Owens como Aidan
- Jari Jones como Fiona, compañera de cuarto de Feña

## Producción
Durante el panel de Deadline Studio en el Festival de Cine de Sundance, Lungulov-Klotz reveló que escribió el guion de Mutt seis años antes y recordó la experiencia como "tratar de colocar todos sus miedos en la película". La fotografía principal comenzó a principios del otoño de 2022.

## Lanzamiento
Mutt tuvo su estreno mundial en el Festival de Cine de Sundance de 2023, el 23 de enero de 2023. En el estreno, la película se proyectó con subtítulos cerrados después de la huelga del jurado debido a un mal funcionamiento de los subtítulos tres días antes. La película tuvo su estreno internacional durante el programa Generation 14plus en el 73° Festival Internacional de Cine de Berlín y ganó el premio Mención Especial.

## Recepción
En el sitio web del agregador de reseñas Rotten Tomatoes, la película tiene un índice de aprobación del 89% basado en 18 reseñas, con una calificación promedio de 6.7/10.
Leslie Felperin de The Hollywood Reporter consideró a Mutt como "una de las mejores películas sobre el ajuste posterior a la transición".